# Contenedor de búsqueda de blancos

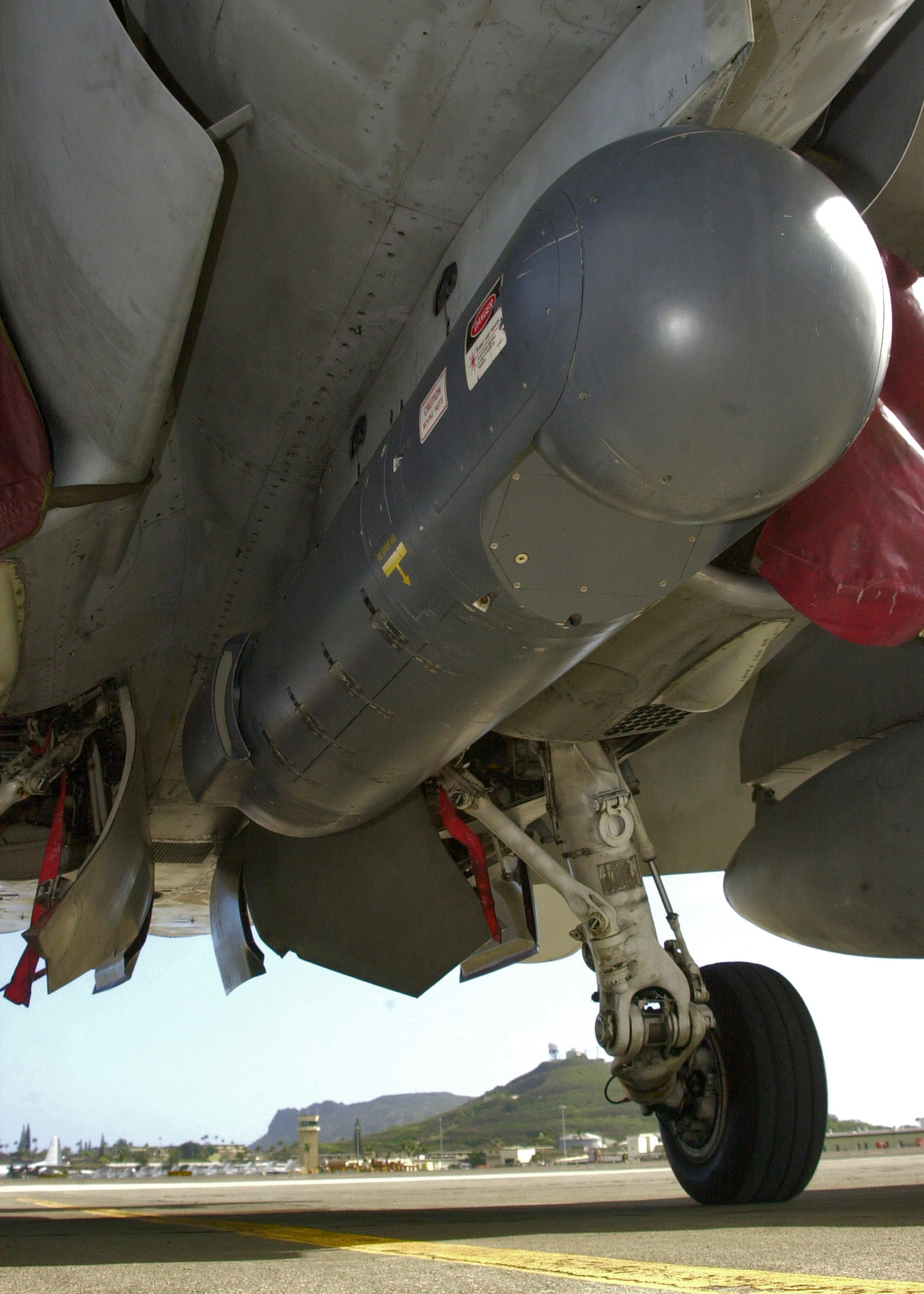
LITENING montado en un McDonnell Douglas F/A-18 Hornet.

Los contenedores de búsqueda de blancos son herramientas de designación de blancos usados por aviones militares, normalmente por cazas y bombarderos, para identificar blancos y guiar armas guiadas de precisión como bombas guiadas por láser hacia esos objetivos.

## Lista de contenedores de búsqueda de blancos

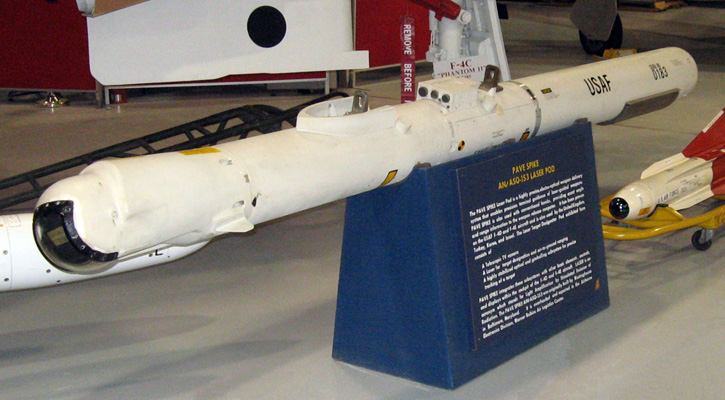
Designador láser AN/ASQ-153 Pave Spike.

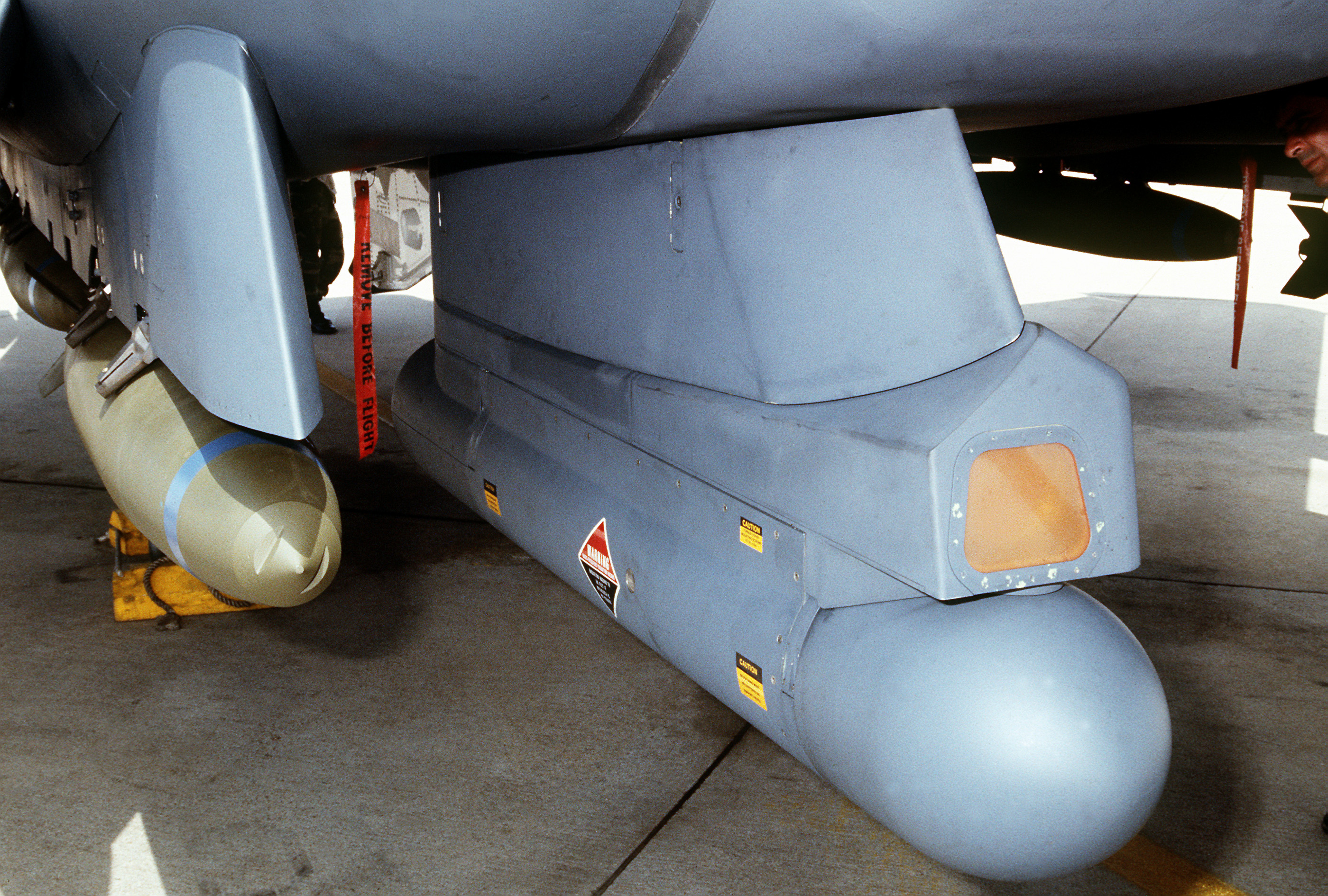
LANTIRN montado en un F-15E.

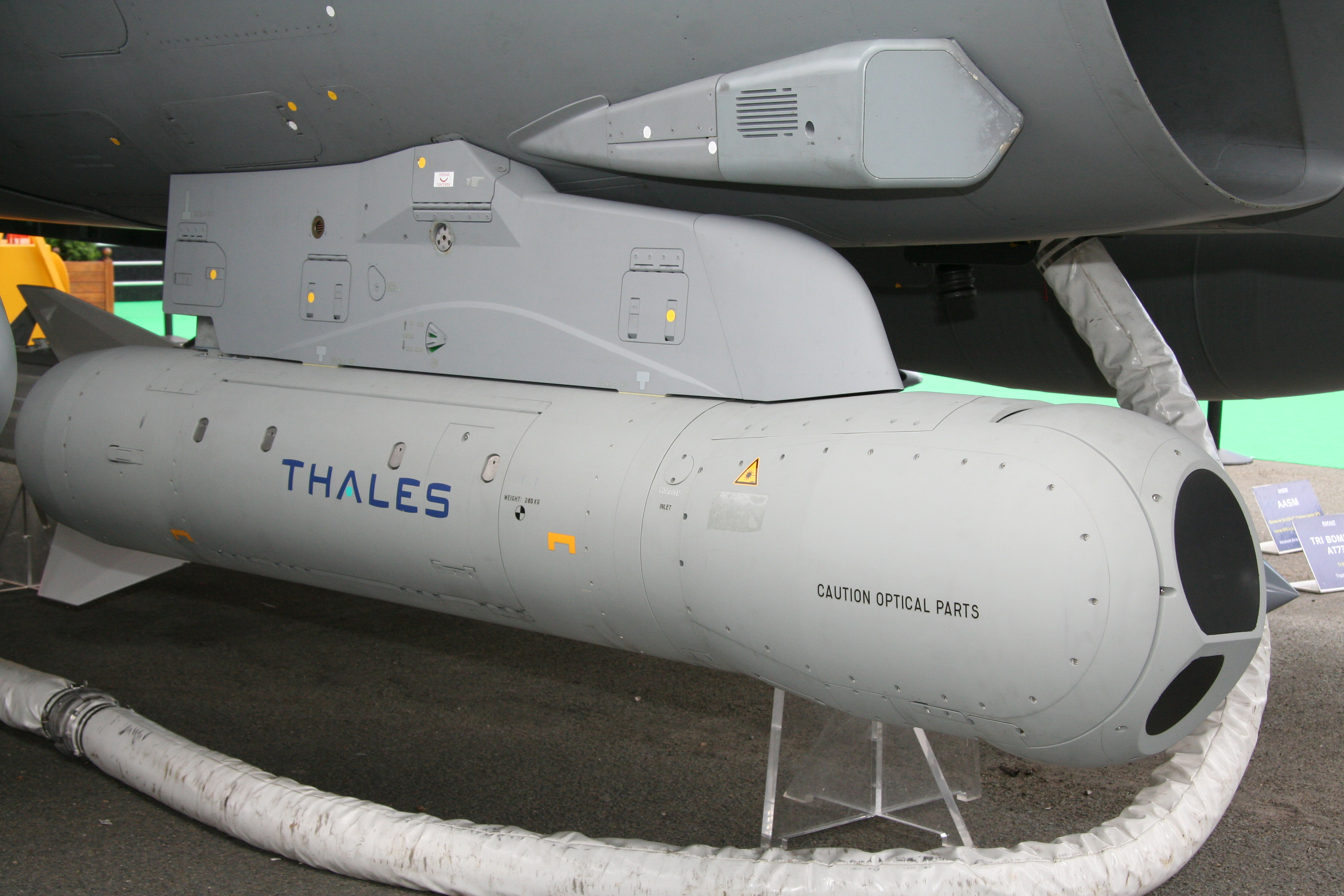
Thales Damocles montado en un Dassault Rafale.

### Rastreadores de iluminación láser
- Lockheed Martin AN/AAS-35(V) Pave Penny

### Contenedores designadores láser
- Thomson-CSF ATLIS / ATLIS II
- Ford Aerospace AN/AVQ-10 Pave Knife
- Westinghouse AN/ASQ-153\AN/AVQ-23 Pave Spike

### Contenedores FLIR
- Blue Sky

### Contenedores FLIR y designadores láser
- Rytheon AN/ASQ-228 ATFLIR
- ASELSAN ASELPOD
- FILAT
- Lockheed Martin LANTIRN
- Rafael LITENING
- Lockheed Martin AN/AAS-38 “Nite Hawk”
- Lockheed Martin Sniper XR
- Ford Aerospace AN/AVQ-26 Pave Tack
- PDLCT
- Thales Damocles
- GEC-Marconi / SELEX Galileo TIALD
- UOMZ Sapsan / Sapsan-E